# Parque Forestal de Guayaquil
El Parque Forestal es un parque de la ciudad de Guayaquil. Está ubicado al sur de la ciudad y comprende un complejo de aproximadamente 10 hectáreas que incluyen un área forestal, un lago de 450 metros de extensión, un área recreacional, una plaza de actividades y el Teatro Centro Cívico Eloy Alfaro.

## Historia

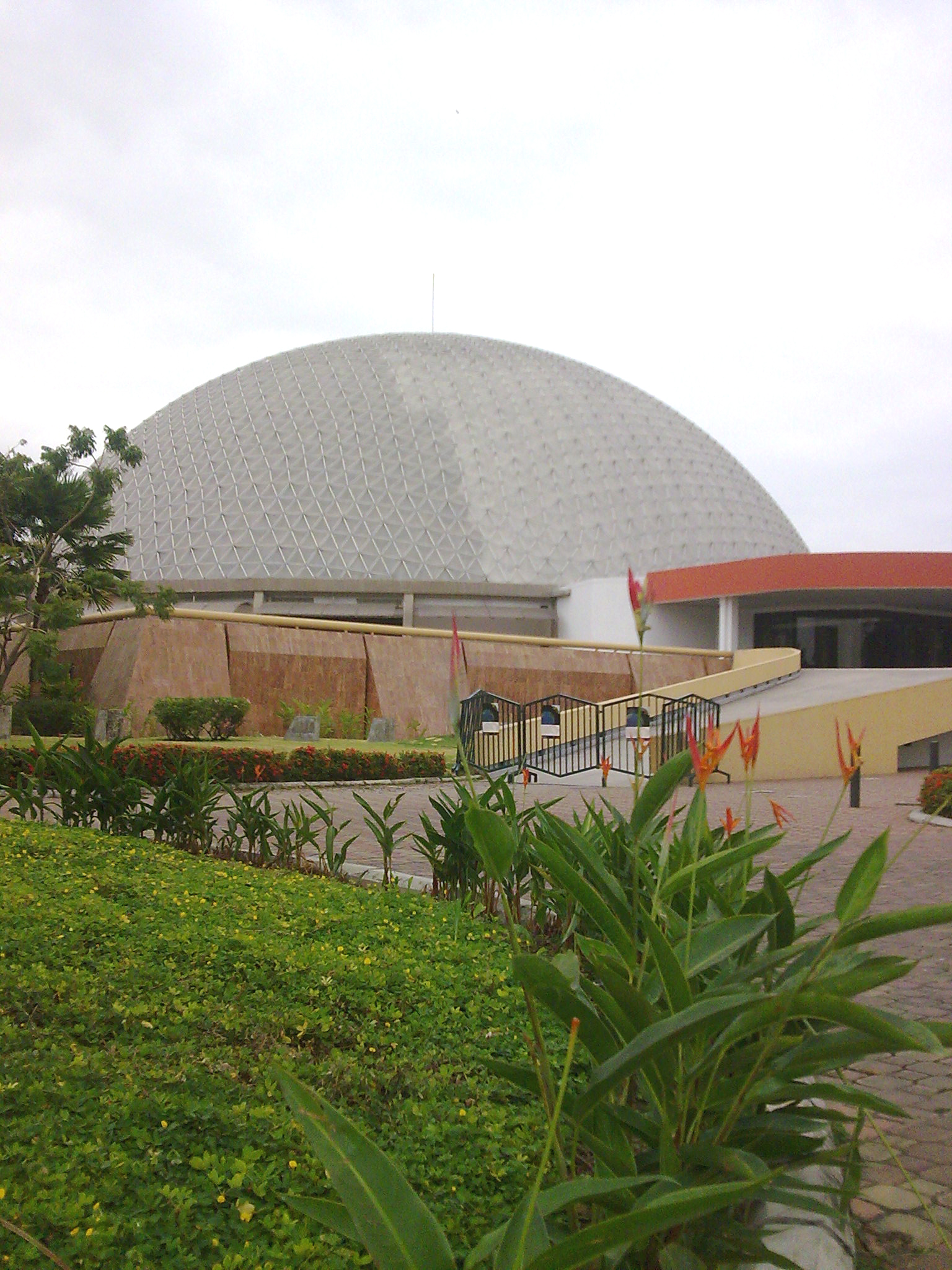
Teatro Centro Cívico Eloy Alfaro en el Parque Forestal

A mediados del siglo XX, el espacio en el cual actualmente está ocupado por el parque consistía de un hipódromo que dejó de funcionar al construirse uno nuevo al norte de la urbe. En reemplazo del viejo hipódromo, se habilitaron varias canchas deportivas, especialmente de fútbol. Sin embargo, debido a la expansión urbana hacia el sur hasta el denominado «Puerto Nuevo», se empezó a construir un parque con la finalidad de rescatar el entorno natural de la zona. Al principio se construyó al parque con muchas plantas endémicas de la región, una laguna con un islote en medio y se habilitaron pequeños botes para los turistas.
En 1968, bajo el quinto período de gobierno de José María Velasco Ibarra se emprendió un rediseño y restauración del parque. El 9 de octubre de 1970 se inició la construcción de un teatro denominado como «Centro Cívico»en dicho complejo , cuyo avance en la obra fue ralentizada por bajos presupuestos. A finales de la década de los 70, la alcaldía guayaquileña bajo el mandato de Antonio Hanna Muse logró un acuerdo con el Banco Central para refinanciar el proyecto, rehabilitando áreas verdes, readecuándo la luguna e inaugurando plazas para exposiciones artísticas y demás eventos culturales.
Para finales de 1981, con ayuda del presidente Jaime Roldós Aguilera, se inició la construcción de la piscina reglamentaria de la esquina de la intersección de las calles «Venezuela» y «Guaranda», la cual, al año siguiente, sirvió como sede para el Campeonato Mundial de Natación de 1982.
En la alcaldía liderada por León Febres-Cordero Ribadeneyra se inició el proceso regeneración urbana que incluyó al parque, siendo concluido este proceso bajo la administración municipal del Jaime Nebot, y fue reinaugurado el 26 de febrero de 2002.